# Bo Hamburger
Bo Hamburger, född 24 maj 1970 i Frederiksberg, är en dansk tidigare tävlingscyklist. Han blev professionell 1991 med TVM. Efter 16 år som professionell cyklist avslutade Hamburger sin karriär 2006.
Hamburger blev dansk nationsmästare 2000 och vann etapp 8 under 1994 års Tour de France.
Hamburger blev sparkad från Team CSC under 2001 efter att ha testats positiv för EPO. Senare blev han fri att tävla igen eftersom B-testet visade negativt resultat, men blodvärdet på B-testet var trots det högre än normalt. Efter det positiva dopningsprovet vägrade den danska cykelunionen att tillåta Hamburger representera Danmark i stora tävlingar som världsmästerskapen och de Olympiska sommarspelen.
I den före detta cyklistens självbiografi, Den største pris – en cykelrytters bekendelser, som släpptes den 7 november 2007, erkände Hamburger att han hade använt EPO under säsongerna 1995 till 1997. Även de danska cyklisterna Bjarne Riis, Jesper Skibby och Brian Holm har erkänt att de dopade sig under samma period.

## Främsta meriter
1994
1:a, etapp 8 – Tour de France
1:a, Omloop der Vlaamse Ardennen-Ichtegem
1995
2:a, Danmark Rundt
1997
2:a, Världsmästerskapens linjelopp
1998
1:a, La Flèche Wallonne
5:a, Amstel Gold Race
 (Efter etapp 3) – Tour de France (en dag)
2000
 1:a, Nationsmästerskapens linjelopp
1:a, Etapp 4 – Paris-Nice

## Stall
- TVM 1991–1997
- Casino-C’est Votre Équipe 1998
- Cantina Tollo-Alexia Alluminio 1999
- MemoryCard-Jack & Jones 2000
- Team CSC-Tiscali 2001
- Index Alexia 2002
- Formaggi Pinzolo Fiavè-Ciarrocchi Immobiliare 2003
- Acqua & Sapone 2004–2005
- Miche 2006